# Emre Çolak
Pour les articles homonymes, voir Colak.
Emre Çolak, né le 20 mai 1991 à Eminönü, est un footballeur international turc, évoluant au poste de milieu gauche à Göztepe SK.

## En club
Il a commencé le football à Atışalanıspor. En 2004, il intègre le centre de formation du Galatasaray.
Il est titularisé pour la première fois par Frank Rijkaard en Coupe de Turquie, il marque deux buts. Pour le dernier match de la saison 2009-2010, il est titularisé contre Gençlerbirligi et marque son premier but avec Galatasaray en championnat. Au cours de la saison 2010-2011 il n'est presque jamais titularisé. Lors de l'exercice 2011-2012, alors entrainé par Fatih Terim, il dispute son premier match de la saison contre Fenerbahce. Après ce match il reste titulaire jusqu'en fin de saison. Emre est alors suivi par l'AC Milan. Pour sa deuxième saison Emre débute très bien sa saison. Au fur et à mesure il baisse de régime, ce qui l’amène à retrouver le banc. En 2013 il marque un but dans le derby contre Besiktas JK, il fait de bon signe et montre qu'il veut retrouver sa place dans l'équipe.

## Équipe nationale
Emre commence à jouer pour la Turquie en U-15. Le 10 octobre 2012 il est appelé en équipe nationale par Abdullah Avci. Il rentre en cours de jeu contre la Roumanie.

## Palmarès

### En club
| Galatasaray SK - Championnat de Turquie - Champion en 2012, 2013 et 2015 - Supercoupe de Turquie - Vainqueur en 2013 (en) et 2015 (en) - Coupe de Turquie - Vainqueur en 2014 (en), 2015 (en) et 2016 |